# Coenosia comita
Coenosia comita är en tvåvingeart som först beskrevs av Huckett 1936.  Coenosia comita ingår i släktet Coenosia och familjen husflugor. Arten är reproducerande i Sverige. Inga underarter finns listade i Catalogue of Life.